# National Hockey League 1982-1983
La stagione 1982-1983 è stata la 66ª edizione della National Hockey League. La stagione regolare iniziò il 5 ottobre 1982 e si concluse il 3 aprile 1983, mentre i playoff della Stanley Cup terminarono il 7 maggio 1983. I New York Islanders ospitarono l'NHL All-Star Game presso il Nassau Veterans Memorial Coliseum l'8 febbraio 1983. I New York Islanders sconfissero gli Edmonton Oilers nella finale di Stanley Cup per 4-0, conquistando il quarto titolo nella storia della franchigia. Da allora nessuna franchigia appartenente alle leghe professionistiche nordamericane fu in grado di vincere quattro titoli consecutivi.
Prima dell'inizio della stagione i Colorado Rockies si trasferirono nel New Jersey a East Rutherford, dove cambiarono il proprio nome in New Jersey Devils. La squadra si trasferì così nella Patrick Division, costringendo contro la loro volontà i Winnipeg Jets a lasciare la Norris Division per prendere il posto di Colorado nella Smythe Division. La disposizione delle franchigie NHL sarebbe rimasta immutata fino al 1993. Al termine della stagione per motivi di sicurezza furono aboliti i pantaloni lunghi adottati dai Philadelphia Flyers e dagli Hartford Whalers. Fu istituito l'NHL All-Rookie Team, miglior sestetto di giocatori esordienti selezionato dai membri della Professional Hockey Writers' Association.
Si ritirarono gli ultimi tre giocatori ancora in attività ad aver giocato nell'epoca delle Original Six: Carol Vadnais, Serge Savard e Wayne Cashman. Gli Oilers uguagliarono il record dei Boston Bruins 70-71 con il maggior numero di giocatori oltre quota 100 punti: Wayne Gretzky, Glenn Anderson, Jari Kurri e Mark Messier. I Washington Capitals si qualificarono per la prima volta ai playoff.

## Squadre partecipanti
- Boston Bruins
- Buffalo Sabres
- Calgary Flames
- Chicago Blackhawks
- Detroit Red Wings
- Edmonton Oilers
- Hartford Whalers
- Los Angeles Kings
- Minnesota North Stars
- Montreal Canadiens
- New Jersey Devils

- New York Islanders
- New York Rangers
- Philadelphia Flyers
- Pittsburgh Penguins
- Quebec Nordiques
- St. Louis Blues
- Toronto Maple Leafs
- Vancouver Canucks
- Washington Capitals
- Winnipeg Jets

## Pre-season

### NHL Entry Draft
L'Entry Draft si tenne il 9 giugno 1982 presso il Forum de Montréal di Montréal, in Québec. I Boston Bruins nominarono come prima scelta assoluta il difensore canadese Gord Kluzak. Altri giocatori rilevanti all'esordio in NHL furono Brian Bellows, Scott Stevens, Doug Gilmour e Ron Hextall.

## Stagione regolare

### Classifiche
= Qualificata per i playoff,       = Primo posto nella Conference,       = Vincitore della stagione regolare

#### Prince of Wales Conference
Adams Division
|    |                    | PG | V  | S  | N  | GF  | GS  | PT  |
| -- | ------------------ | -- | -- | -- | -- | --- | --- | --- |
| 1. | Boston Bruins      | 80 | 50 | 20 | 10 | 327 | 228 | 110 |
| 2. | Montreal Canadiens | 80 | 42 | 24 | 14 | 350 | 286 | 98  |
| 3. | Buffalo Sabres     | 80 | 38 | 29 | 13 | 318 | 285 | 89  |
| 4. | Quebec Nordiques   | 80 | 34 | 34 | 12 | 343 | 336 | 80  |
| 5. | Hartford Whalers   | 80 | 19 | 54 | 7  | 261 | 403 | 45  |

Patrick Division
|    |                     | PG | V  | S  | N  | GF  | GS  | PT  |
| -- | ------------------- | -- | -- | -- | -- | --- | --- | --- |
| 1. | Philadelphia Flyers | 80 | 49 | 23 | 8  | 326 | 240 | 106 |
| 2. | New York Islanders  | 80 | 42 | 26 | 12 | 302 | 226 | 96  |
| 3. | Washington Capitals | 80 | 39 | 25 | 16 | 306 | 283 | 94  |
| 4. | New York Rangers    | 80 | 35 | 35 | 10 | 306 | 287 | 80  |
| 5. | New Jersey Devils   | 80 | 17 | 49 | 14 | 230 | 338 | 48  |
| 6. | Pittsburgh Penguins | 80 | 18 | 53 | 9  | 250 | 394 | 45  |

#### Clarence Campbell Conference
Norris Division
|    |                       | PG | V  | S  | N  | GF  | GS  | PT  |
| -- | --------------------- | -- | -- | -- | -- | --- | --- | --- |
| 1. | Chicago Blackhawks    | 80 | 47 | 23 | 10 | 338 | 268 | 104 |
| 2. | Minnesota North Stars | 80 | 40 | 24 | 16 | 321 | 290 | 96  |
| 3. | Toronto Maple Leafs   | 80 | 28 | 40 | 12 | 293 | 330 | 68  |
| 4. | St. Louis Blues       | 80 | 25 | 40 | 15 | 285 | 316 | 65  |
| 5. | Detroit Red Wings     | 80 | 21 | 44 | 15 | 263 | 344 | 57  |

Smythe Division
|    |                   | PG | V  | S  | N  | GF  | GS  | PT  |
| -- | ----------------- | -- | -- | -- | -- | --- | --- | --- |
| 1. | Edmonton Oilers   | 80 | 47 | 21 | 12 | 424 | 315 | 106 |
| 2. | Calgary Flames    | 80 | 32 | 34 | 14 | 321 | 316 | 78  |
| 3. | Vancouver Canucks | 80 | 30 | 35 | 15 | 303 | 309 | 75  |
| 4. | Winnipeg Jets     | 80 | 33 | 39 | 8  | 311 | 333 | 74  |
| 5. | Los Angeles Kings | 80 | 27 | 41 | 12 | 308 | 365 | 66  |

### Statistiche

#### Classifica marcatori
La seguente lista elenca i migliori marcatori al termine della stagione regolare.

| Giocatore      | Squadra            | PG | G  | A   | Pt  | +/- | MP |
| -------------- | ------------------ | -- | -- | --- | --- | --- | -- |
| Wayne Gretzky  | Edmonton Oilers    | 80 | 71 | 125 | 196 | +60 | 59 |
| Peter Šťastný  | Quebec Nordiques   | 75 | 47 | 77  | 124 | +28 | 78 |
| Denis Savard   | Chicago Blackhawks | 78 | 35 | 86  | 121 | +26 | 99 |
| Mike Bossy     | New York Islanders | 79 | 60 | 58  | 118 | +27 | 20 |
| Marcel Dionne  | Los Angeles Kings  | 80 | 56 | 51  | 107 | +10 | 22 |
| Barry Pederson | Boston Bruins      | 77 | 46 | 61  | 107 | +38 | 47 |
| Mark Messier   | Edmonton Oilers    | 77 | 48 | 58  | 106 | +19 | 72 |
| Michel Goulet  | Quebec Nordiques   | 80 | 57 | 48  | 105 | +31 | 51 |
| Glenn Anderson | Edmonton Oilers    | 72 | 48 | 56  | 104 | +41 | 70 |
| Kent Nilsson   | Calgary Flames     | 80 | 46 | 58  | 104 | +5  | 10 |

#### Classifica portieri
La seguente lista elenca i migliori portieri al termine della stagione regolare.

| Giocatore        | Squadra             | PG | Min  | V  | S  | P | GS  | SO | MGS  |
| ---------------- | ------------------- | -- | ---- | -- | -- | - | --- | -- | ---- |
| Pete Peeters     | Boston Bruins       | 62 | 3611 | 40 | 11 | 9 | 142 | 8  | 2.36 |
| Bob Froese       | Philadelphia Flyers | 25 | 1407 | 17 | 4  | 2 | 59  | 4  | 2.52 |
| Roland Melanson  | New York Islanders  | 44 | 2460 | 24 | 12 | 5 | 109 | 1  | 2.66 |
| Billy Smith      | New York Islanders  | 41 | 2340 | 18 | 14 | 7 | 112 | 1  | 2.87 |
| Pelle Lindbergh  | Philadelphia Flyers | 40 | 2333 | 23 | 13 | 3 | 116 | 3  | 2.98 |
| Murray Bannerman | Chicago Blackhawks  | 41 | 2460 | 24 | 12 | 5 | 127 | 4  | 3.10 |
| Richard Sévigny  | Montreal Canadiens  | 38 | 2130 | 15 | 11 | 8 | 122 | 1  | 3.44 |
| Bob Sauvé        | Buffalo Sabres      | 54 | 3110 | 25 | 20 | 7 | 179 | 1  | 3.45 |
| Eddie Mio        | New York Rangers    | 41 | 2365 | 16 | 18 | 6 | 136 | 2  | 3.45 |
| Tony Esposito    | Chicago Blackhawks  | 39 | 2340 | 23 | 11 | 5 | 135 | 2  | 3.46 |

## Playoff

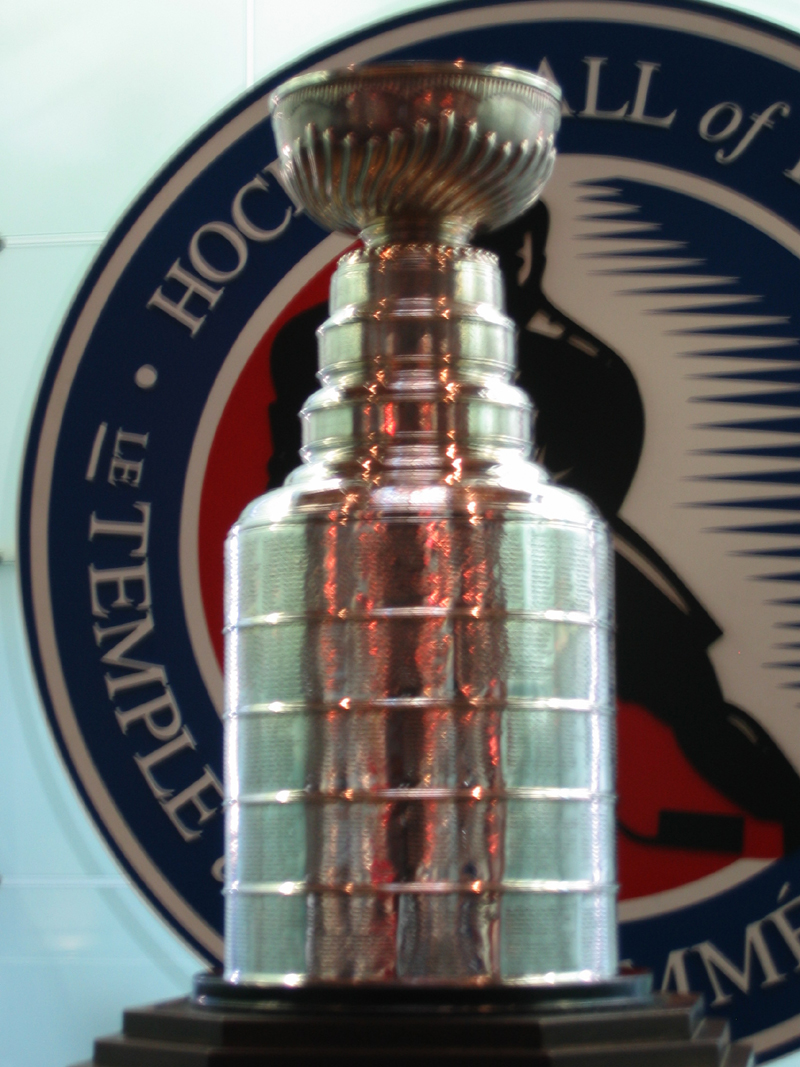
Il trofeo della Stanley Cup

Al termine della stagione regolare le migliori 16 squadre del campionato si sono qualificate per i playoff. I Boston Bruins ottennero il miglior record della lega con 110 punti.

### Tabellone playoff
Nel primo turno la squadra con il ranking più alto di ciascuna Division si sfida con quella dal posizionamento più basso seguendo lo schema 1-4 e 2-3, usufruendo anche del vantaggio del fattore campo. Il secondo turno determina la vincente divisionale, mentre il terzo vede affrontarsi le squadre vincenti delle Division della stessa Conference per accedere alla finale di Stanley Cup. Il fattore campo osservato nelle finali di conference e in finale di Stanley Cup fu determinato dai punti ottenuti in stagione regolare. Nel primo turno, al meglio delle cinque gare, si seguì il formato 2-2-1. Nelle altre serie, al meglio delle sette sfide, si seguì il formato 2-2-1-1-1: la squadra migliore in stagione regolare avrebbe disputato in casa Gara-1 e 2, (se necessario anche Gara-5 e 7), mentre quella posizionata peggio avrebbe giocato nel proprio palazzetto Gara-3 e 4 (se necessario anche Gara-6).
|  | Semifinali Division | Semifinali Division   | Semifinali Division |                       |    | Finali Division    | Finali Division | Finali Division |  |  | Finali Conference | Finali Conference | Finali Conference |  |  | Finale Stanley Cup | Finale Stanley Cup | Finale Stanley Cup |  |
|  |                     |                       |                     |                       |    |                    |                 |                 |  |  |                   |                   |                   |  |  |                    |                    |                    |  |
|  | A1                  | Boston Bruins         | 3                   |                       |    |                    |                 |                 |  |  |                   |                   |                   |  |  |                    |                    |                    |  |
|  | A1                  | Boston Bruins         | 3                   |                       |    |                    |                 |                 |  |  |                   |                   |                   |  |  |                    |                    |                    |  |
|  | A4                  | Quebec Nordiques      | 1                   |                       |    |                    |                 |                 |  |  |                   |                   |                   |  |  |                    |                    |                    |  |
|  | A4                  | Quebec Nordiques      | 1                   |                       | A1 | Boston Bruins      | 4               |                 |  |  |                   |                   |                   |  |  |                    |                    |                    |  |
|  |                     |                       |                     |                       | A1 | Boston Bruins      | 4               |                 |  |  |                   |                   |                   |  |  |                    |                    |                    |  |
|  |                     |                       | A3                  | Buffalo Sabres        | 3  |                    |                 |                 |  |  |                   |                   |                   |  |  |                    |                    |                    |  |
|  | A2                  | Montreal Canadiens    | A3                  | Buffalo Sabres        | 3  | 0                  |                 |                 |  |  |                   |                   |                   |  |  |                    |                    |                    |  |
|  | A2                  | Montreal Canadiens    |                     |                       |    |                    |                 |                 |  |  |                   |                   |                   |  |  |                    |                    |                    |  |
|  | A3                  | Buffalo Sabres        | 3                   |                       |    |                    |                 |                 |  |  |                   |                   |                   |  |  |                    |                    |                    |  |
|  | A3                  | Buffalo Sabres        | 3                   |                       | A1 | Boston Bruins      | 2               |                 |  |  |                   |                   |                   |  |  |                    |                    |                    |  |
|  |                     |                       |                     |                       |    |                    |                 |                 |  |  |                   |                   |                   |  |  |                    |                    |                    |  |
|  |                     |                       | P2                  | New York Islanders    | 4  |                    |                 |                 |  |  |                   |                   |                   |  |  |                    |                    |                    |  |
|  | P1                  | Philadelphia Flyers   | P2                  | New York Islanders    | 4  | 0                  |                 |                 |  |  |                   |                   |                   |  |  |                    |                    |                    |  |
|  | P1                  | Philadelphia Flyers   |                     |                       |    |                    |                 |                 |  |  |                   |                   |                   |  |  |                    |                    |                    |  |
|  | P4                  | New York Rangers      | 3                   |                       |    |                    |                 |                 |  |  |                   |                   |                   |  |  |                    |                    |                    |  |
|  | P4                  | New York Rangers      | 3                   |                       | P4 | New York Rangers   | 2               |                 |  |  |                   |                   |                   |  |  |                    |                    |                    |  |
|  |                     |                       |                     |                       | P4 | New York Rangers   | 2               |                 |  |  |                   |                   |                   |  |  |                    |                    |                    |  |
|  |                     |                       | P2                  | New York Islanders    | 4  |                    |                 |                 |  |  |                   |                   |                   |  |  |                    |                    |                    |  |
|  | P2                  | New York Islanders    | P2                  | New York Islanders    | 4  | 3                  |                 |                 |  |  |                   |                   |                   |  |  |                    |                    |                    |  |
|  | P2                  | New York Islanders    |                     |                       |    |                    |                 |                 |  |  |                   |                   |                   |  |  |                    |                    |                    |  |
|  | P3                  | Washington Capitals   | 1                   |                       |    |                    |                 |                 |  |  |                   |                   |                   |  |  |                    |                    |                    |  |
|  | P3                  | Washington Capitals   | 1                   |                       | P2 | New York Islanders | 4               |                 |  |  |                   |                   |                   |  |  |                    |                    |                    |  |
|  |                     |                       |                     |                       |    |                    |                 |                 |  |  |                   |                   |                   |  |  |                    |                    |                    |  |
|  |                     |                       | S1                  | Edmonton Oilers       | 0  |                    |                 |                 |  |  |                   |                   |                   |  |  |                    |                    |                    |  |
|  | N1                  | Chicago Blackhawks    | S1                  | Edmonton Oilers       | 0  | 3                  |                 |                 |  |  |                   |                   |                   |  |  |                    |                    |                    |  |
|  | N1                  | Chicago Blackhawks    |                     |                       |    |                    |                 |                 |  |  |                   |                   |                   |  |  |                    |                    |                    |  |
|  | N4                  | St. Louis Blues       | 1                   |                       |    |                    |                 |                 |  |  |                   |                   |                   |  |  |                    |                    |                    |  |
|  | N4                  | St. Louis Blues       | 1                   |                       | N1 | Chicago Blackhawks | 4               |                 |  |  |                   |                   |                   |  |  |                    |                    |                    |  |
|  |                     |                       |                     |                       | N1 | Chicago Blackhawks | 4               |                 |  |  |                   |                   |                   |  |  |                    |                    |                    |  |
|  |                     |                       | N2                  | Minnesota North Stars | 3  |                    |                 |                 |  |  |                   |                   |                   |  |  |                    |                    |                    |  |
|  | N2                  | Minnesota North Stars | N2                  | Minnesota North Stars | 3  | 3                  |                 |                 |  |  |                   |                   |                   |  |  |                    |                    |                    |  |
|  | N2                  | Minnesota North Stars |                     |                       |    |                    |                 |                 |  |  |                   |                   |                   |  |  |                    |                    |                    |  |
|  | N3                  | Toronto Maple Leafs   | 1                   |                       |    |                    |                 |                 |  |  |                   |                   |                   |  |  |                    |                    |                    |  |
|  | N3                  | Toronto Maple Leafs   | 1                   |                       | N1 | Chicago Blackhawks | 0               |                 |  |  |                   |                   |                   |  |  |                    |                    |                    |  |
|  |                     |                       |                     |                       |    |                    |                 |                 |  |  |                   |                   |                   |  |  |                    |                    |                    |  |
|  |                     |                       | S1                  | Edmonton Oilers       | 4  |                    |                 |                 |  |  |                   |                   |                   |  |  |                    |                    |                    |  |
|  | S1                  | Edmonton Oilers       | S1                  | Edmonton Oilers       | 4  | 3                  |                 |                 |  |  |                   |                   |                   |  |  |                    |                    |                    |  |
|  | S1                  | Edmonton Oilers       |                     |                       |    |                    |                 |                 |  |  |                   |                   |                   |  |  |                    |                    |                    |  |
|  | S4                  | Winnipeg Jets         | 0                   |                       |    |                    |                 |                 |  |  |                   |                   |                   |  |  |                    |                    |                    |  |
|  | S4                  | Winnipeg Jets         | 0                   |                       | S1 | Edmonton Oilers    | 4               |                 |  |  |                   |                   |                   |  |  |                    |                    |                    |  |
|  |                     |                       |                     |                       | S1 | Edmonton Oilers    | 4               |                 |  |  |                   |                   |                   |  |  |                    |                    |                    |  |
|  |                     |                       | S2                  | Calgary Flames        | 1  |                    |                 |                 |  |  |                   |                   |                   |  |  |                    |                    |                    |  |
|  | S2                  | Calgary Flames        | S2                  | Calgary Flames        | 1  | 3                  |                 |                 |  |  |                   |                   |                   |  |  |                    |                    |                    |  |
|  | S2                  | Calgary Flames        |                     |                       |    |                    |                 |                 |  |  |                   |                   |                   |  |  |                    |                    |                    |  |
|  | S3                  | Vancouver Canucks     | 1                   |                       |    |                    |                 |                 |  |  |                   |                   |                   |  |  |                    |                    |                    |  |

### Stanley Cup
La finale della Stanley Cup 1983 è stata una serie al meglio delle sette gare che ha determinato il campione della National Hockey League per la stagione 1982-83. I New York Islanders hanno sconfitto gli Edmonton Oilers in quattro partite e si sono aggiudicati la Stanley Cup per la quarta volta consecutiva.

## Premi NHL
- Stanley Cup: New York Islanders
- Prince of Wales Trophy: New York Islanders
- Clarence S. Campbell Bowl: Edmonton Oilers
- Art Ross Trophy: Wayne Gretzky (Edmonton Oilers)
- Bill Masterton Memorial Trophy: Lanny McDonald (Calgary Flames)
- Calder Memorial Trophy: Steve Larmer (Chicago Blackhawks)
- Conn Smythe Trophy: Billy Smith (New York Islanders)
- Frank J. Selke Trophy: Bobby Clarke (Philadelphia Flyers)
- Hart Memorial Trophy: Wayne Gretzky (Edmonton Oilers)
- Jack Adams Award: Orval Tessier (Chicago Blackhawks)
- James Norris Memorial Trophy: Rod Langway (Washington Capitals)
- Lady Byng Memorial Trophy: Mike Bossy (New York Islanders)
- Lester B. Pearson Award: Wayne Gretzky (Edmonton Oilers)
- Lester Patrick Trophy: Bill Torrey
- NHL Plus/Minus Award: Charlie Huddy (Edmonton Oilers)
- Vezina Trophy: Pete Peeters (Boston Bruins)
- William M. Jennings Trophy: Roland Melanson e Billy Smith (New York Islanders )

### NHL All-Star Team
First All-Star Team
- Attaccanti: Mark Messier • Wayne Gretzky • Mike Bossy
- Difensori: Rod Langway • Mark Howe
- Portiere: Pete Peeters

Second All-Star Team
- Attaccanti: Michel Goulet • Denis Savard • Lanny McDonald
- Difensori: Paul Coffey • Ray Bourque
- Portiere: Roland Melanson

NHL All-Rookie Team
- Attaccanti: Dan Daoust • Steve Larmer • Mats Näslund
- Difensori: Scott Stevens • Phil Housley
- Portiere: Pelle Lindbergh